# Neil Halstead
Neil Halstead (ur. 7 października 1970) – angielski muzyk i tekściarz. Był jednym z założycieli grupy Slowdive, a obecnie jest wokalistą, gitarzystą oraz autorem tekstów w zespole Mojave 3. W 2002 roku, nakładem 4AD, ukazał się jego debiutancki album solowy pt. Sleeping on Roads. Obecnie związany jest z wytwórnią Brushfire Records.